# Stefan Effenberg
Stefan Effenberg (født 2. august 1968 i Hamburg, Vesttyskland) er en pensioneret tysk fodboldspiller, der spillede som midtbanespiller hos de tyske klubber Borussia Mönchengladbach, FC Bayern München og VfL Wolfsburg, samt for AC Fiorentina i Italien. Han spillede desuden en årrække på Tysklands landshold, som han repræsenterede ved både EM i 1992 og VM i 1994.

## Klubkarriere
Effenberg startede sin seniorkarriere i 1987 hos Borussia Mönchengladbach, som han var tilknyttet i to perioder i løbet af karrieren. Sine største succeser oplevede han dog under sine to ophold hos FC Bayern München. Han vandt med klubben tre tyske mesterskaber, én DFB-Pokaltitel samt Champions League og Intercontinental Cup i 2001. Med Borussia Mönchengladbach vandt han DFB-Pokalen i 1995.

## Landshold
Effenberg nåede mellem 1991 og 1998 at spille 35 kampe og score fem mål for Tysklands landshold. Han debuterede for holdet i 1991 og var efterfølgende en del af truppen til både EM i 1992, hvor tyskerne vandt sølv, og siden til VM i 1994 i USA. Efter sidstnævnte slutrunde ragede han dog uklar med landstræner Berti Vogts og nåede siden da kun få landskampe.

## Titler
Bundesligaen
- 1999, 2000 og 2001 med Bayern München

DFB-Pokal
- 1995 med Borussia Mönchengladbach
- 2000 med Bayern München

Champions League
- 2001 med Bayern München

Intercontinental Cup
- 2001 med Bayern München